# Volvo 7900
Le Volvo 7900 est un modèle d'autobus produit depuis 2011 par Volvo.

## Histoire
La carrosserie de ce bus est réalisée en Pologne par Volvo. Il remplace le Volvo 7700 produit jusqu'en 2011.
L'autobus est disponible en trois variantes : le véhicule à deux essieux de 10 et 12 mètres (Volvo 7900) et l'autobus articulé de 18 mètres  (Volvo 7900 A, "A" pour Articulated). Le 7900 (12 m) est proposé avec deux ou trois portes, et avec une seule porte au Royaume-Uni ; le 7900 A est disponible en version à trois ou quatre portes.
Pour sa gamme Euro 6, Volvo a fait le choix pour son catalogue de n'avoir que les versions hybrides et électriques.
Lors de la COP 21, Volvo a mis en test à Paris une version du 7900 entièrement électrique avec rechargement par pantographe aux terminus ; ce modèle a depuis été commercialisé sous le nom de Volvo 7900 Electric.

## Caractéristiques

### Motorisation hybride
Les modèles Hybrid et Electric Hybrid utilisent la technologie hybride parallèle.
| Modèle                                       | 7900 Hybrid | 7900A Hybrid 7900 Electric Hybrid |
| Type d'hybride                               | Hybride électrique parallèle | Hybride électrique parallèle |
| Motorisation                                 | | |
| Moteur thermique                             | diesel Volvo D5K 240 | diesel Volvo D5K 240 |
| Puissance [kW] ([Ch]) à X [tours par minute] | 176 (240) à 2 200 | 176 (240) à 2 200 |
| Couple [Nm]                                  | 918 | 918 |
| Norme pollution                              | Euro 6 | Euro 6 |
| Moteur électrique                            | Volvo I-SAM | Volvo I-SAM |
| Puissance [kW]                               | 110 | 130 |
| Couple [Nm]                                  | 800 | 1 200 |
| Transmission & aménagement                   | | |
| Transmission                                 | propulsion | propulsion |
| Type de transmission                         | électromécanique | électromécanique |
| Boite de vitesse                             | Volvo I-shift | Volvo I-shift |
| Type                                         | Automatique à 12 rapports | Automatique à 12 rapports |
| Agencement de l'ensemble                     | Principe de fonctionnement de la motorisation hybride parallèle :1. Moteur diesel 2. Embrayage 3. Moteur électrique 4. Système de stockage d'énergie (batteries ou supercondensateurs) 5. Boîte de vitesses | Principe de fonctionnement de la motorisation hybride parallèle :1. Moteur diesel 2. Embrayage 3. Moteur électrique 4. Système de stockage d'énergie (batteries ou supercondensateurs) 5. Boîte de vitesses |
| Disposition de l'ensemble                    | Longitudinale à gauche dans le porte-à-faux arrière. | Longitudinale à gauche dans le porte-à-faux arrière. |
| Transmission                                 | Propulsion | Propulsion |
| Autres                                       | | |
| Illustration                                 | | |

### Aménagement
| Modèle         | 7900 Hybrid 7900 Electric Hybrid | 7900A Hybrid |
| -------------- | -------------------------------- | ------------ |
| Places assises | 32                               | 47           |

## Galerie de photographies

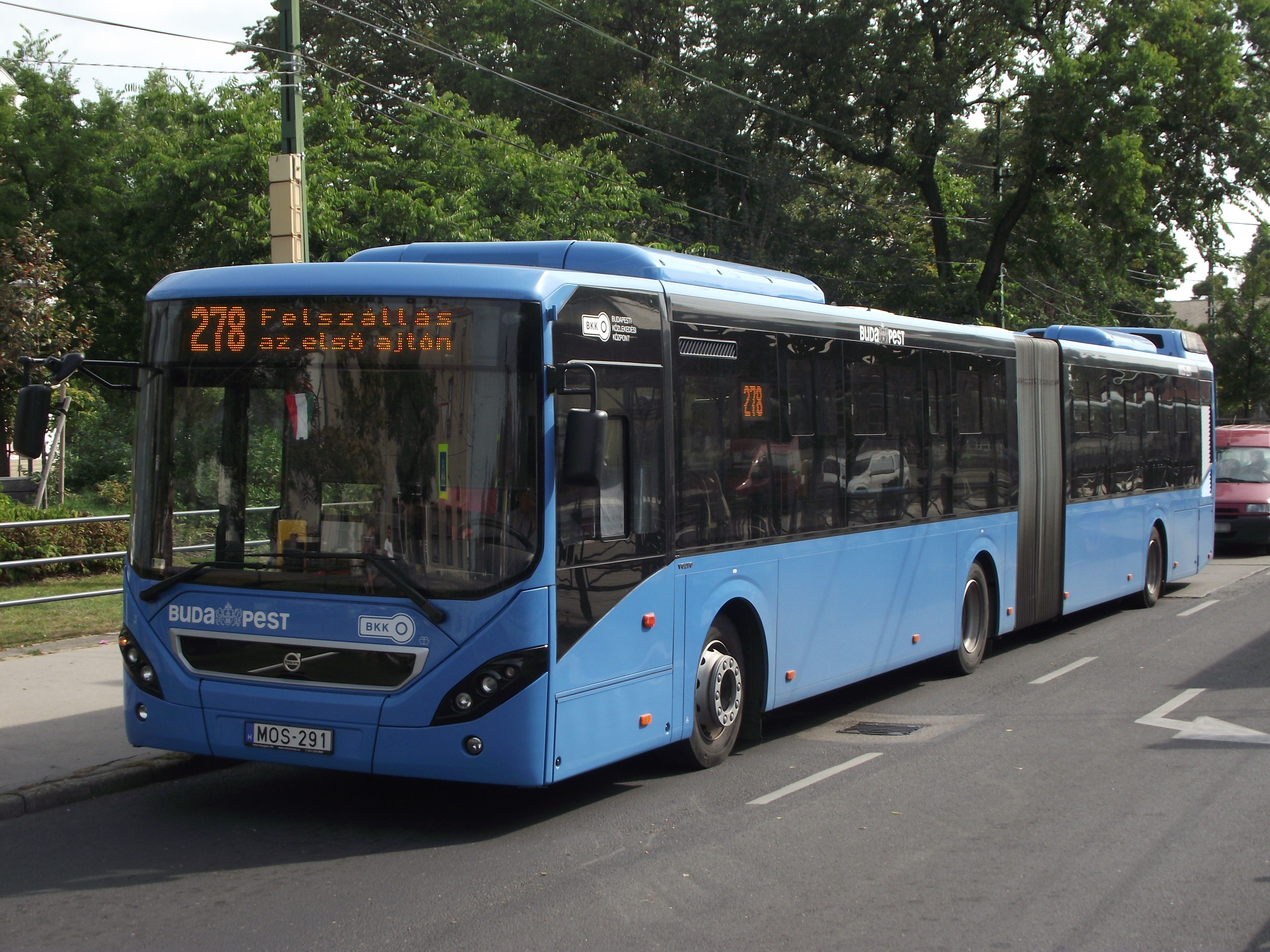
Volvo 7900A du réseau de Budapest.
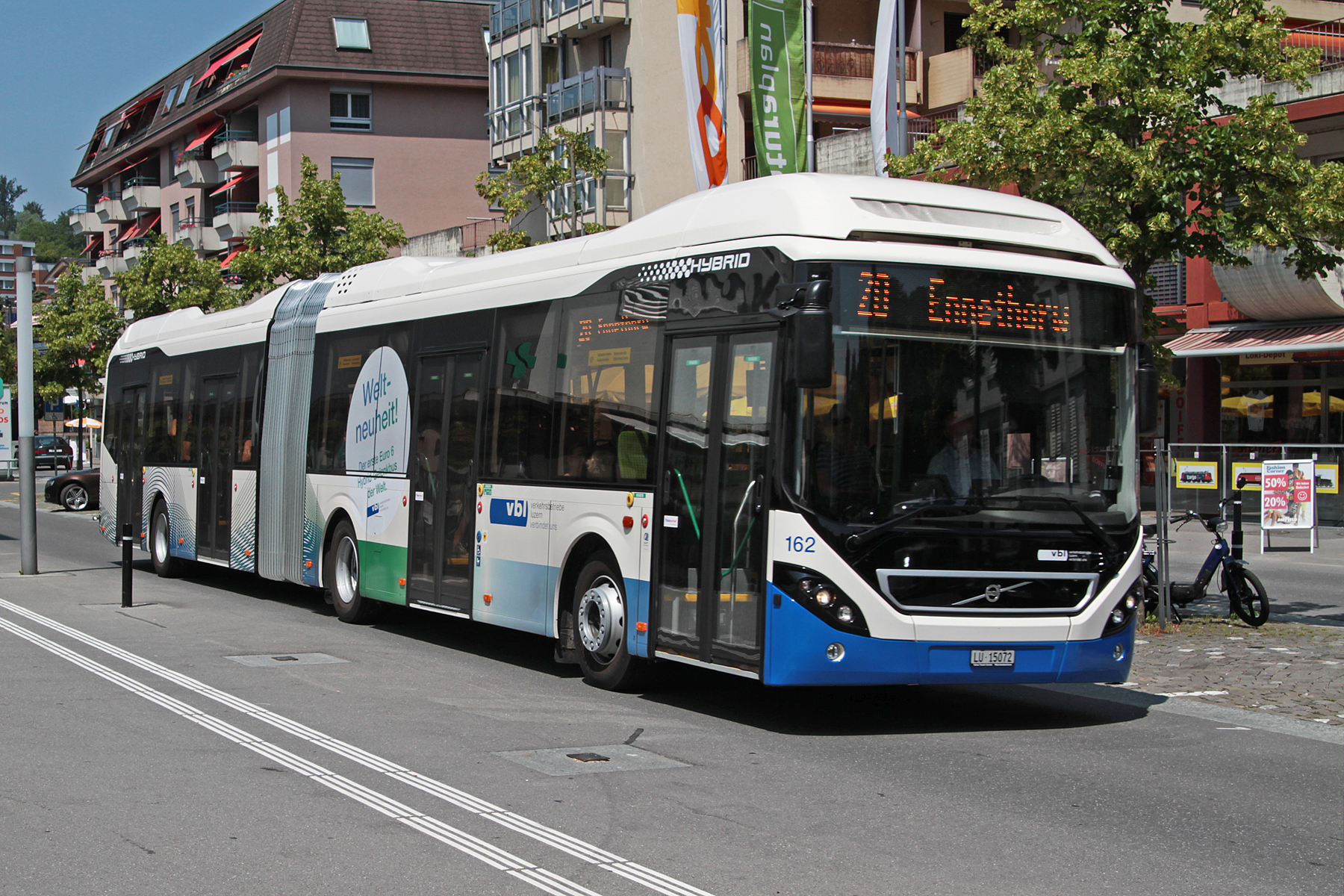
7900A Hybrid du réseau de Lucerne.
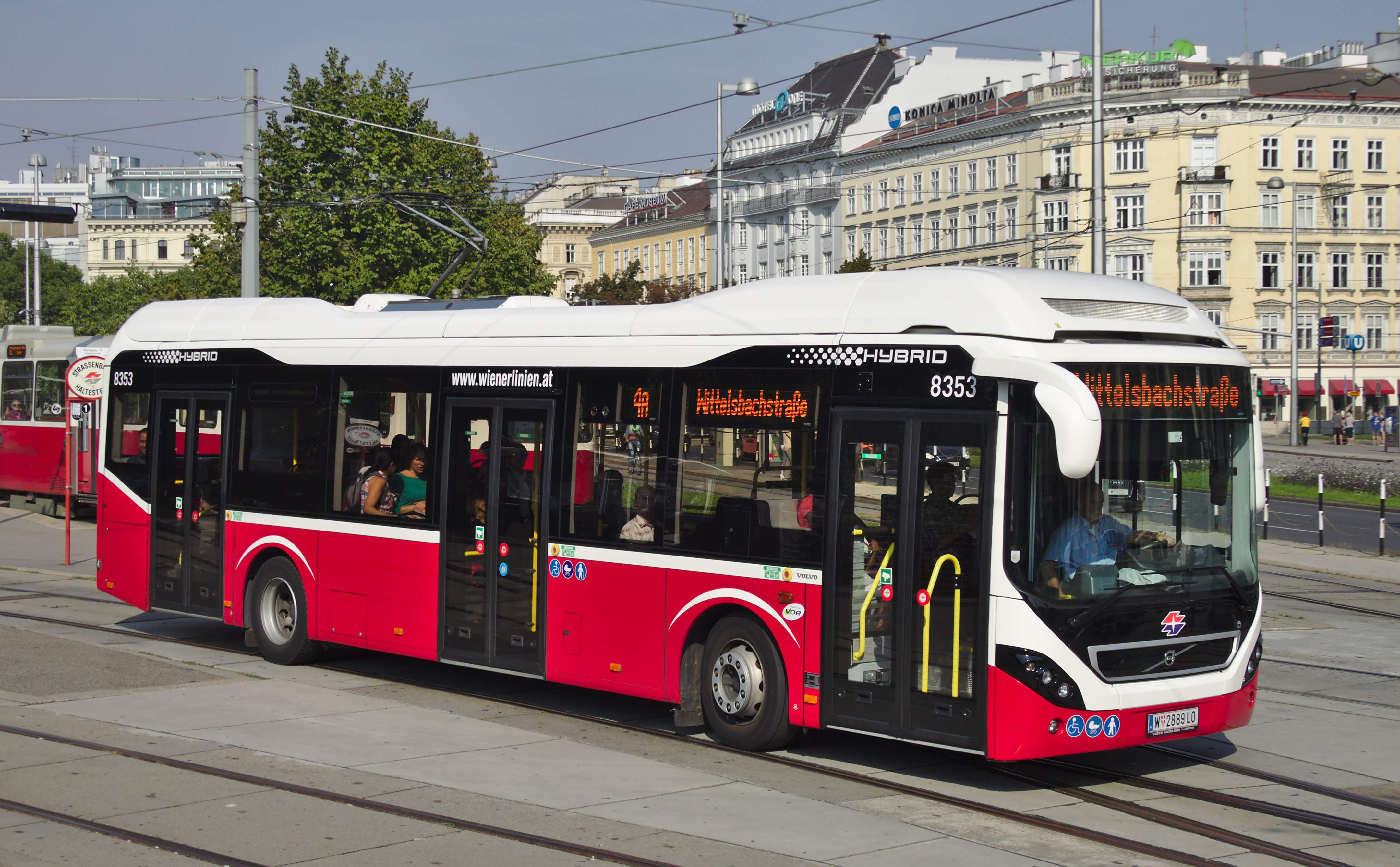
7900 Hybrid du réseau de Vienne.
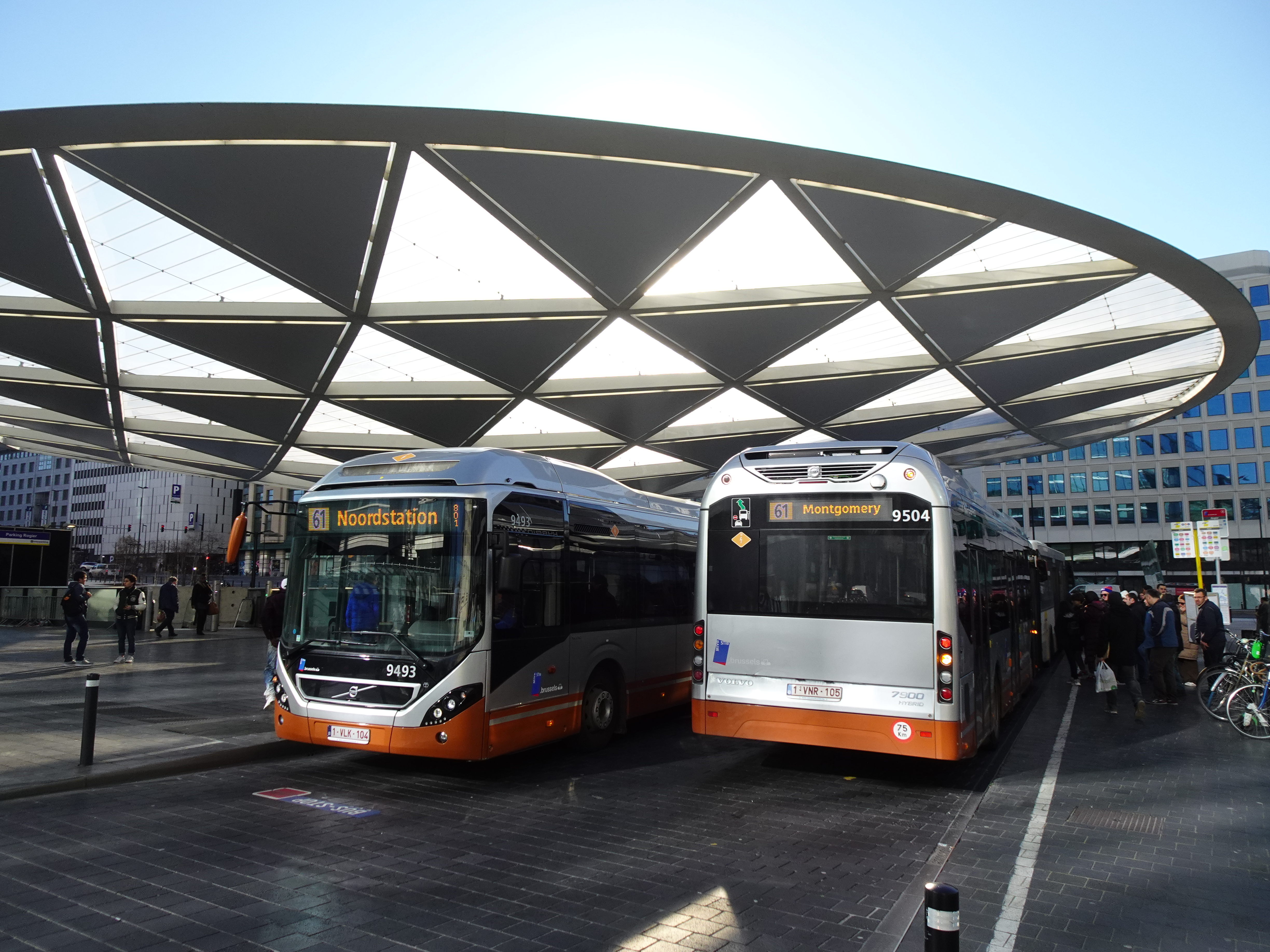
7900 Hybrid du réseau de Bruxelles (STIB)
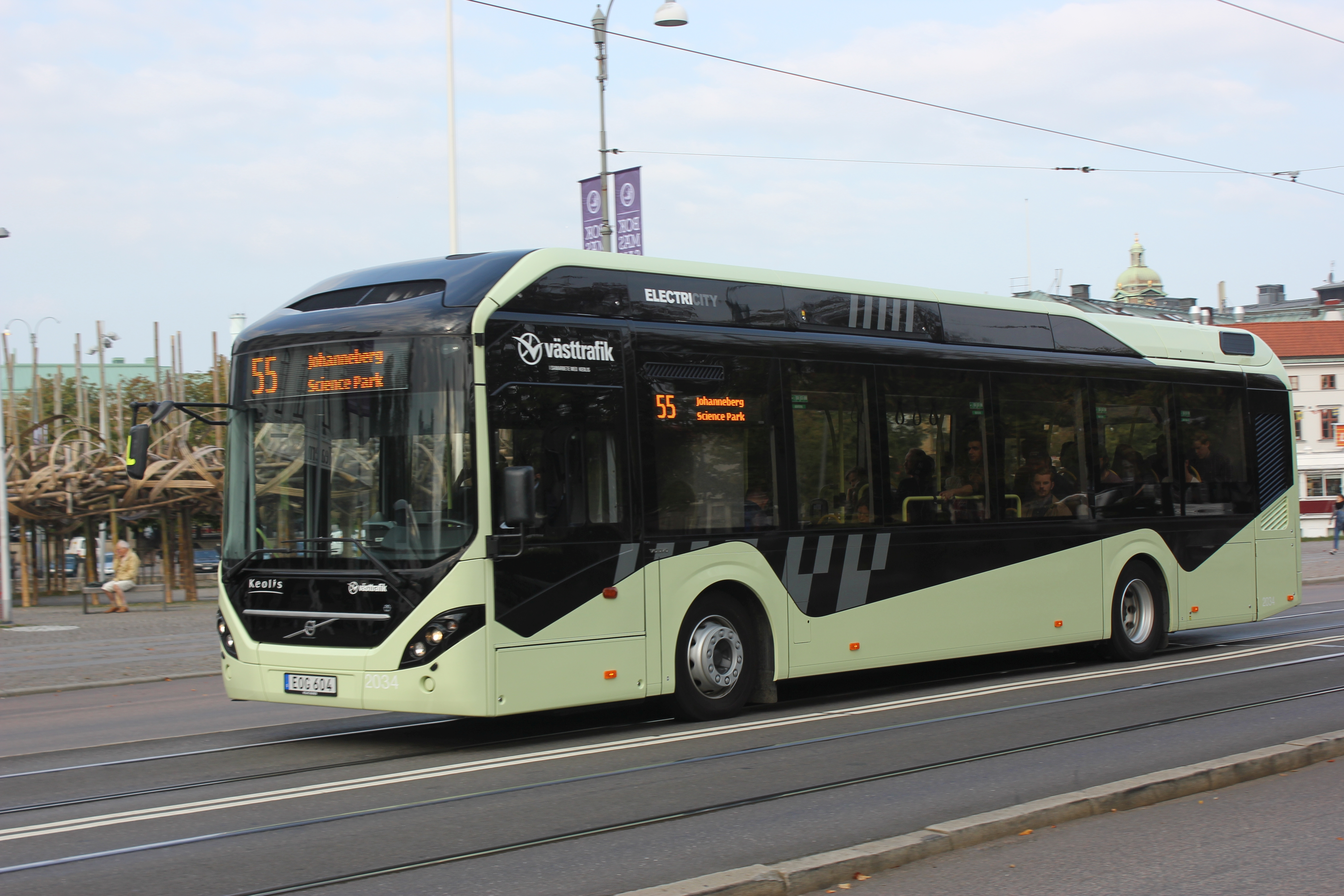
7900 Electric Hybrid du réseau de Göteborg.
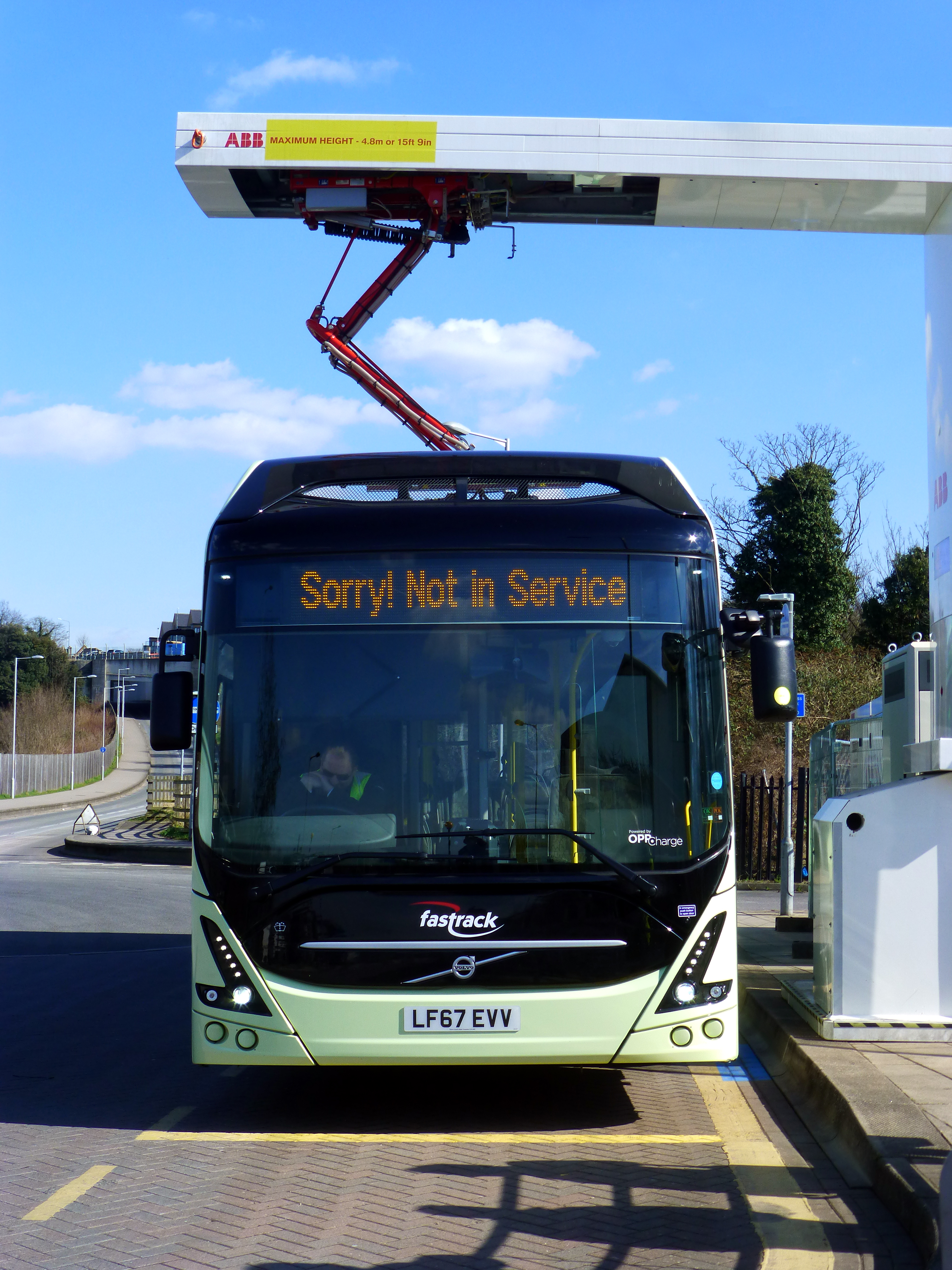
7900 Electric à Greenhithe.

### Documents techniques
- « Volvo 7900 Hybride », brochure technique, sur le site du constructeur, 2016
- « Volvo 7900 Hybride Électrique », brochure technique, sur le site du constructeur, 2016
- « Chaîne cinématique hybride électrique Volvo », brochure technique, sur le site du constructeur, 2015
- « Système de recharge Volvo opportunity charging », brochure technique, sur le site du constructeur, 2015
- « Volvo 7900 Électrique », brochure technique, sur le site du constructeur, 2016